# Artéria cerebral posterior
A artéria cerebral posterior é uma artéria da cabeça. Se divide em duas artérias cerebrais posteriores que irrigam a parte posterior da face inferior de cada um dos hemisférios cerebrais.